# Per Edvin Sköld
Per Edvin Sköld, född 25 maj 1891 i Svedala församling, Malmöhus län, död 13 september 1972 i Storkyrkoförsamlingen, Stockholms län (kyrkobokförd i Norra Rörum, Malmöhus län) var en svensk socialdemokratisk politiker.

## Biografi
Per Edvin Sköld var son till lantbrukaren och riksdagsledamoten Nils Peter Sköld och Maria Sofia Nilsson. Han gifte sig 1918 med Edit Persson, dotter till byggmästare Per Persson och Anna Pettersson, och blev far till Nils Sköld, Per Sköld, Lars Sköld och Margareta Biörnstad.
Efter filosofie kandidatexamen i litteraturhistoria, religionshistoria och folkminnesforskning vid Lunds universitet 1917 blev Sköld året därpå invald som riksdagsledamot i andra kammaren för Socialdemokraterna. Vid tidpunkten var han 26 år gammal, och riksdagens yngste ledamot. 1919 blev han medarbetare för tidningen Arbetet, där han fortsatte skriva till 1921. Åren 1922–24 var han medarbetare i tidningen Skånska socialdemokraten. Sköld var statsråd 1932–36 och 1936–55; jordbruksminister 1932–36 och 1945–48, handelsminister 1936–1938, försvarsminister 1938–1945, konsultativt statsråd (ekonomisk samordningsminister) 1948–49 och finansminister 1949–55. Riksdagsledamot av andra kammaren 1918–64.
Som politiker kom Sköld att få ett särskilt ansvar för utformandet av den socialdemokratiska jordbrukspolitiken, och ingick som självskriven jordbruksminister i regeringen Hansson I. Han var bland annat en nyckelförhandlare i den så kallade "kohandeln" med Bondeförbundet under våren 1933, genom vilken Socialdemokraterna övergav stora delar av sin vänsteruppfattning i jordbruksfrågorna och kom att acceptera en jordbrukspolitik med stark protektionistisk inriktning.
Under hans tid i samlingsregeringen under andra världskriget utmärkte sig Sköld flera gånger. Under vinterkriget var han en förespråkare för starkare stöd till Finland; som försvarsminister ansåg han, tillsammans med statsminister Per Albin Hansson, att Sverige skulle bistå Finland så långt som möjligt utan att förorda intervention med trupper. Han tillät bland annat värvning av frivilliga, och försåg Finland med vapenleveranser i form av 50 000 gevär och tio miljoner patroner. 
Sköld godkände under kriget inrättandet av interneringsläger (så kallade "arbetskompanier") för element som ansågs politiskt opålitliga och statsfientliga, däribland kommunister, fackföreningsfolk, antifascister och tyska desertörer. Efter kritik mot reglerna för internering i lägren avskaffades dessa 1943. Sköld var under kriget även en huvudmotståndare till en friare ordning vad gällde tryckfrihetsfrågorna.
Under midsommarkrisen motsatte han sig starkt att Engelbrechtdivisionen skulle släppas igenom och yttrade bittert, att "om detta beslut tas är det väl lika bra att tyskvännerna övertar regeringsansvaret helt och hållet".[källa behövs]
Efter kriget tillträdde Sköld 1949 som finansminister. På denna post tillsatte han bland annat en utredning om indirekta skatter för att finansiera utökad socialvård 1952. Detta anses ha förebådat den utveckling som kom att följa några år senare, med omsättningsskatt som grundval för efterföljande decenniers sociala reformer.

## Priser och utmärkelser
- Lengertz litteraturpris 1969